# Sonia Liebing/Diskografie
Diese Diskografie ist eine Übersicht über die musikalischen Werke der deutschen Schlagersängerin Sonia Liebing. Ihre erfolgreichste Veröffentlichung ist das zweite Studioalbum Absolut, das zum Top-20- sowie dreifachen Chartalbum avancierte.

## Alben

### Studioalben
| Jahr | Titel Musiklabel                      | Höchstplatzierung, Gesamtwochen, AuszeichnungChartplatzierungen (Jahr, Titel, Musiklabel, Platzierungen, Wochen, Auszeichnungen, Anmerkungen) | Höchstplatzierung, Gesamtwochen, AuszeichnungChartplatzierungen (Jahr, Titel, Musiklabel, Platzierungen, Wochen, Auszeichnungen, Anmerkungen) | Höchstplatzierung, Gesamtwochen, AuszeichnungChartplatzierungen (Jahr, Titel, Musiklabel, Platzierungen, Wochen, Auszeichnungen, Anmerkungen) | Anmerkungen                              |
| Jahr | Titel Musiklabel                      | DE | AT | CH | Anmerkungen                              |
| ---- | ------------------------------------- | --- | --- | --- | ---------------------------------------- |
| 2019 | Wunschlos glücklich Electrola (UMG)   | DE28 (3 Wo.)DE | AT46 (1 Wo.)AT | CH25 (2 Wo.)CH | Erstveröffentlichung: 9. August 2019     |
| 2020 | Absolut Electrola (UMG)               | DE16 (4 Wo.)DE | AT31 (1 Wo.)AT | CH22 (1 Wo.)CH | Erstveröffentlichung: 25. September 2020 |
| 2023 | Liebe ist für alle da Electrola (UMG) | DE27 (1 Wo.)DE | AT44 (1 Wo.)AT | CH67 (1 Wo.)CH | Erstveröffentlichung: 10. November 2023  |

## Singles

### Als Leadsängerin
| Jahr | Titel Album                                                          | Anmerkungen                                                                                               |
| ---- | -------------------------------------------------------------------- | --- |
| 2017 | Gänsehaut Wunschlos glücklich                                        | Erstveröffentlichung: 20. Oktober 2017                                                                    |
| 2018 | Tu nicht so Wunschlos glücklich                                      | Erstveröffentlichung: 6. Juli 2018                                                                        |
| 2018 | Nimm dir was du brauchst Wunschlos glücklich                         | Erstveröffentlichung: 19. Oktober 2018                                                                    |
| 2019 | Sonnenwind-Piloten Wunschlos glücklich                               | Erstveröffentlichung: 17. Mai 2019                                                                        |
| 2020 | Du hast mich einmal zu oft angesehen Wunschlos glücklich • Diamanten | Erstveröffentlichung: 31. Januar 2020 mit Bernhard Brink                                                  |
| 2020 | Ich will mit dir (nicht nur reden) Absolut                           | Erstveröffentlichung: 24. Juli 2020                                                                       |
| 2020 | Die Möbel sind verrückt Absolut                                      | Erstveröffentlichung: 11. September 2020                                                                  |
| 2020 | Alles nochmal Absolut                                                | Erstveröffentlichung: 13. November 2020                                                                   |
| 2021 | Immer wieder wenn die Sonne scheint Liebe ist für alle da            | Erstveröffentlichung: 20. August 2021 feat. DJ Herzbeat; Original: Matthew Wilder – Break My Stride       |
| 2022 | Spuren der Liebe Liebe ist für alle da                               | Erstveröffentlichung: 21. Januar 2022                                                                     |
| 2022 | Die Liebe hat mich kalt erwischt Liebe ist für alle da               | Erstveröffentlichung: 1. April 2022                                                                       |
| 2022 | Nur du schaffst das Liebe ist für alle da                            | Erstveröffentlichung: 21. Oktober 2022                                                                    |
| 2023 | Liebe ist für alle da                                                | Erstveröffentlichung: 31. März 2023                                                                       |
| 2023 | Eine Nacht (Dirty Dancing) Liebe ist für alle da                     | Erstveröffentlichung: 16. Juni 2023                                                                       |
| 2023 | Schatzi schenk mir ein Foto! Liebe ist für alle da                   | Erstveröffentlichung: 21. Juli 2023 feat. Mickie Krause; Original: Rogier & Co – Schatje, mag ik je foto? |
| 2023 | Hemmungslos Liebe ist für alle da                                    | Erstveröffentlichung: 29. September 2023                                                                  |
| 2023 | Verliebt sein Liebe ist für alle da                                  | Erstveröffentlichung: 3. November 2023 feat. Mike Leon Grosch                                             |
| 2023 | Feuer im Kamin –                                                     | Erstveröffentlichung: 8. Dezember 2023                                                                    |
| 2024 | Ich wünsche dir –                                                    | Erstveröffentlichung: 5. April 2024                                                                       |
| 2024 | Nein, Baby! –                                                        | Erstveröffentlichung: 2. August 2024                                                                      |
| 2024 | Sag ihr nichts von mir –                                             | Erstveröffentlichung: 8. November 2024                                                                    |
| 2025 | Können diese Augen lügen –                                           | Erstveröffentlichung: 28. Februar 2025                                                                    |
| 2025 | Tausend Gründe –                                                     | Erstveröffentlichung: 27. Juni 2025                                                                       |

### Als Gastsängerin
| Jahr | Titel Album                     | Anmerkungen |
| ---- | ------------------------------- | --- |
| 2020 | Maybe Dancefieber               | Erstveröffentlichung: 15. Mai 2020 DJ Herzbeat feat. Sonia Liebing                                                           |
| 2022 | One Way Ticket (für uns zwei) – | Erstveröffentlichung: 12. August 2022 DJ Herzbeat feat. Sonia Liebing; Original: Neil Sedaka – One Way Ticket (To the Blues) |

## Musikvideos
| Jahr | Titel                                | Regie                               |
| ---- | ------------------------------------ | ----------------------------------- |
| 2017 | Gänsehaut                            |                                     |
| 2019 | Tu nicht so                          |                                     |
| 2020 | Du hast mich einmal zu oft angesehen |                                     |
| 2020 | Maybe                                | Johannes Heine, Maksymilian Somogyi |
| 2020 | Ich will mit dir (nicht nur reden)   | Franz Leibinger                     |
| 2021 | Immer wieder wenn die Sonne scheint  | Johannes Heine, Maksymilian Somogyi |
| 2022 | Spuren der Liebe                     |                                     |
| 2022 | One Way Ticket (für uns zwei)        |                                     |
| 2022 | Nur du schaffst das                  |                                     |
| 2023 | Liebe ist für alle da                |                                     |
| 2023 | Hemmungslos                          |                                     |
| 2023 | Verliebt sein                        |                                     |
| 2024 | Ich wünsche dir                      | Mike Spelz                          |
| 2024 | Nein, Baby!                          |                                     |
| 2024 | Sag ihr nichts von mir               |                                     |
| 2025 | Können diese Augen lügen             |                                     |
| 2025 | Tausend Gründe                       |                                     |

## Sonderveröffentlichungen
| Jahr | Titel Album       | Anmerkungen                                                         |
| ---- | ----------------- | ------------------------------------------------------------------- |
| 2020 | Maybe Dancefieber | Erstveröffentlichung: 12. Juni 2020 DJ Herzbeat feat. Sonia Liebing |

| Jahr | Titel Album                      | Anmerkungen                                                                  |
| ---- | -------------------------------- | ---------------------------------------------------------------------------- |
| 2022 | Ida’s Sommerlied Giraffenaffen 7 | Erstveröffentlichung: 10. Juni 2022 Original: Lena Wisborg – Idas sommarvisa |

## Statistik

### Chartauswertung
|                     | DE    | AT    | CH    |
| ------------------- | ----- | ----- | ----- |
| Nummer-eins-Alben   | DE—DE | AT—AT | CH—CH |
| Top-10-Alben        | DE—DE | AT—AT | CH—CH |
| Alben in den Charts | DE3DE | AT3AT | CH3CH |